# Петко Петков (футболист, р. 1946)
Вижте пояснителната страница за други личности с името Петко Петков.
Петко Петков е български футболист, централен нападател и треньор по футбол.
Клубна легенда на Берое (Стара Загора), за който има 260 мача със 144 гола в А група и 92 мача с 89 гола в Б група. Двукратен голмайстор на А група през 1974 г. (с 20 гола) и през 1976 г. (с 19 гола). През сезон 1974/75 вкарва рекордните 51 гола в Б група. Бележи също 14 гола за Берое в евротурнирите – 9 в Купата на УЕФА и 5 в КНК.
В А група има също 20 мача с 8 гола за Академик (Свищов).
Шампион и носител на Купата на Австрия с отбора на Аустрия (Виена), за който има 51 мача с 10 гола в Австрийската Бундеслига.
Умира на 10 януари 2020 г. след кратко боледуване.

## Футболна кариера

### Ранни години
Петко Петков израства в село Синитово, община Пазарджик. Като ученик заиграва футбол в Локомотив (Септември). Впоследствие играе за отбора на Акумулаторния завод-Пазарджик, Родопа (Смолян), Миньор (Рудозем) и Горубсо (Мадан).
На 29 октомври 1967 г., в деня на своята сватба, Петков бележи 5 гола за победата на Горубсо с 5:0 срещу Арда (Кърджали) в мач от Б група, като изявите му са забелязани от ръководството на Берое (Стара Загора).

### Първи период в Берое
Петков е привлечен в Берое по средата на сезон 1967/68. Бележи първия си гол на 19 май 1968 г. при победа с 4:0 като гост срещу Черноморец (Бургас). Месеци по-късно печели първото си отличие с Берое – Балканската купа.
На 13 септември 1972 г. Петков бележи 5 гола при победа на Берое със 7:0 срещу Аустрия (Виена) в мач за Купата на УЕФА. Две седмици по-късно бележи нови два гола в реванша във Виена, който старозагорци печелят с 3:1. В следващия кръг от турнира се разписва и при домакински успех с 3:0 над унгарския Хонвед (Будапеща).

### Академик (Свищов)
През лятото на 1977 г. Петков преминава в Академик (Свищов), където през сезон 1977/78 записва 20 мача с 8 гола в А група. Отборът обаче завършва на последното 16-о място и изпада в Б група.

### Втори период в Берое
През лятото на 1978 г. Петков се завръща в Берое и слага капитанската лента. С негова помощ отборът в два поредни сезона (1978/79 и 1979/80) стига до финал за Националната купа, но губи съответно от Левски-Спартак и Славия (София). Петков бележи гол във финала срещу Славия на 13 май 1980 г., който завършва 3:1 в полза на „белите“.

### Аустрия Виена
На 34-годишна възраст Петков преминава в Аустрия (Виена). Това се случва в началото на 1981 г. До края на сезон 1980/81 записва 16 мача с 6 гола и става шампион в Австрийската Бундеслига. През следващия сезон 1981/82 Петков изиграва 35 мача и бележи 4 гола. Аустрия печели Купата на Австрия, а той слага край на кариерата си.

## Статистика по сезони
| Сезон    | Отбор         | Първенство            | Мачове | Голове |
| -------- | ------------- | --------------------- | ------ | ------ |
| 1968/пр. | Берое         | А група               | 13     | 3      |
| 1968/69  | Берое         | А група               | 29     | 8      |
| 1969/70  | Берое         | А група               | 18     | 8      |
| 1970/71  | Берое         | Б група               | 31     | 29     |
| 1971/72  | Берое         | А група               | 33     | 26     |
| 1972/73  | Берое         | А група               | 25     | 17     |
| 1973/74  | Берое         | А група               | 19     | 20     |
| 1974/75  | Берое         | Б група               | 38     | 51     |
| 1975/76  | Берое         | А група               | 27     | 19     |
| 1976/77  | Берое         | А група               | 30     | 11     |
| 1977/78  | Академик (Св) | А група               | 20     | 8      |
| 1978/79  | Берое         | А група               | 28     | 10     |
| 1979/80  | Берое         | А група               | 25     | 12     |
| 1980/ес. | Берое         | А група               | 13     | 10     |
| 1981/пр. | Аустрия       | Австрийска Бундеслига | 16     | 6      |
| 1981/82  | Аустрия       | Австрийска Бундеслига | 35     | 4      |
| 1982/83  | Берое         | Б група               | 23     | 9      |

## Отличия

### Клубни
Берое
- Балканска купа (2): 1968; 1969

Аустрия Виена
- Австрийска Бундеслига: 1980/81
- Купа на Австрия: 1981/82

### Индивидуални
- Голмайстор на А група (2): 1973/74 (20 гола); 1975/76 (19 гола)
- Голмайстор на Б група: 1974/75 (51 гола)